# Cabañas del Castillo
Pour les articles homonymes, voir Cabañas et Castillo.
Cabañas del Castillo est une commune de la province de Cáceres dans la communauté autonome d'Estrémadure en Espagne.